# Jukebox (Cat Power)
Jukebox è l'ottavo album della cantautrice statunitense Chan Marshall, meglio nota con lo pseudonimo di Cat Power.
Questo è il suo secondo disco di cover, dopo quello uscito nel 2000 e intitolato The Covers Record.

## Realizzazione
Pubblicato il 22 gennaio del 2008 dall'etichetta Matador Records, il disco venne registrato nel 2007 dall'ingegnere del suono Stuart Sikes, in diverse session tenutesi in tre differenti studi: al Sikes Studio di Dallas, al Rare Book Room Studios di New York e al Hit Factory di Miami.
Con la sola eccezione dei brani Song to Bobby e Metal Heart, scritti dalla stessa Marshall, il disco è composto interamente da cover di brani originariamente interpretati da Frank Sinatra, The Highwaymen, George Jackson, Billie Holiday ed altri ancora. Per le registrazioni la Marshall si avvalse della collaborazione della Dirty Delta Blues Band, ensemble di musicisti comprendente Judah Bauer dei Blues Explosion, Gregg Foreman dei Delta 72, Erik Paparazzi dei Lizard Music e Jim White dei Dirty Three.
Il disco, che a livello sonoro miscela influenze che vanno dal country, al folk, fino al blues e al jazz, debuttò alla posizione numero 12 della classifica americana Billboard 200, vendendo circa 29 000 copie solo nella prima settimana e raggiunse poi il numero 32 della Official Albums Chart, la classifica musicale degli album più venduti in Inghilterra.
In concomitanza con l'uscita dell'album venne pubblicata anche un'edizione limitata deluxe contenente un bonus disc con altre cinque canzoni.

## Tracce
1. New York (John Kander/Fred Ebb) - 2:00
2. Ramblin' (Wo)Man (Hank Williams) - 3:47
3. Metal Heart (Chan Marshall) - 3:53
4. Silver Stallion (Lee Clayton) - 2:52
5. Aretha, Sing One for Me (J Harris/Eugene William) - 3:12
6. Lost Someone (James Brown/Bobby Byrd/Lloyd Stallworth) - 2:50
7. Lord, Help the Poor & Needy (Jessie Mae Hemphill) - 2:37
8. I Believe in You (Bob Dylan) - 4:07
9. Song to Bobby (Chan Marshall) - 4:17
10. Don't Explain (Arthur Herzog Jr/Billie Holiday) - 3:50
11. Women Left Lonely (Spooner Oldham/Dan Penn) - 4:07
12. Blue (Joni Mitchell) - 4:01

### Bonus disc
1. I Feel (Hot Boys) - 2:48
2. Naked, If I Want To (Jerry Miller) - 2:36
3. Breathless (Nick Cave) - 5:04
4. Angelitos Negros (Andres Eloy Blanco/Manuel Alvarez Maciste) - 7:33
5. She's Got You (Hank Cochrane) - 3:29

## Musicisti
- Chan Marshall – voce
- Judah Bauer – chitarra
- Erik Paparazzi – basso
- Gregg Foreman – piano
- Jim White – batteria
- Matt Sweeney - chitarra
- Spooner Oldham – piano, organo
- Teenie Hodges – chitarra
- Larry McDonald – percussioni
- Dylan Willemsa – viola